# Rankin Location Indian Reserve 15D
Rankin Location Indian Reserve 15D är ett reservat i Kanada.   Det ligger i provinsen Ontario, i den sydöstra delen av landet, 700 km väster om huvudstaden Ottawa.
I omgivningarna runt Rankin Location Indian Reserve 15D växer i huvudsak blandskog. Trakten runt Rankin Location Indian Reserve 15D är nära nog obefolkad, med mindre än två invånare per kvadratkilometer.